# Les Moissons de l'océan
Les Moissons de l'océan est une mini-série française réalisée par François Luciani et diffusée en 1998 sur France 2.

## Synopsis
Pays Basque,dans les années 60. Les petits métiers sont en péril. Manu, jeune pêcheur, vient d'expérimenter une nouvelle technique susceptible de faire des  pêches "miraculeuses". Cette découverte attise les jalousies dans le port. C'est le début des aventures qui vont mener Manu jusqu'au mines de diamants d'Afrique, loin de celle qu'il aime, la douce Violette 

## Fiche technique
- Titre original : Les Moissons de l'océan
- Réalisation : François Luciani
- Scénario : Laure Bonin, Jean-Pierre Gallo, Claude d'Anna
- Production : Erika Wicke, Jean-Pierre Gallo et Kobus Botha
- Sociétés de production : France 2
- Musique : Jean-Marie Sénia
- Genre : Saga de l'été
- Durée : 4x95 minutes
- Pays d'origine :  France
- Langue originale : français
- Diffusion originale : 1998

## Distribution
- Olivier Sitruk : Manuel "Manu" Galvès
- Dominique Guillo : Nicolas "Nico" Galvès
- Florence Darel : Violette Levasseur / Galvès
- Julie-Anne Roth : Gracianne
- Roger Souza : Diego Galvèz
- Alain Doutey : Baptiste Levasseur
- Danièle Lebrun : Reine Levasseur
- Nicolas Vaude : Lionel Levasseur
- Julien Cafaro : Cadet
- Catherine Alcover : Thérèsa
- Jeff Bigot : Gabriel
- Philippe Du Janerand : Me Larquey
- Gérard Laurent : José
- Alexandre Le Provost : Fernand
- Christian Loustau : Zubiria
- Christian Ritter : Angel

## Épisodes
1. Les Dents de lait du lion
2. L'Africain
3. La Reine-mère
4. Le Deuxième Baptiste